# مطبخ كوري شمالي

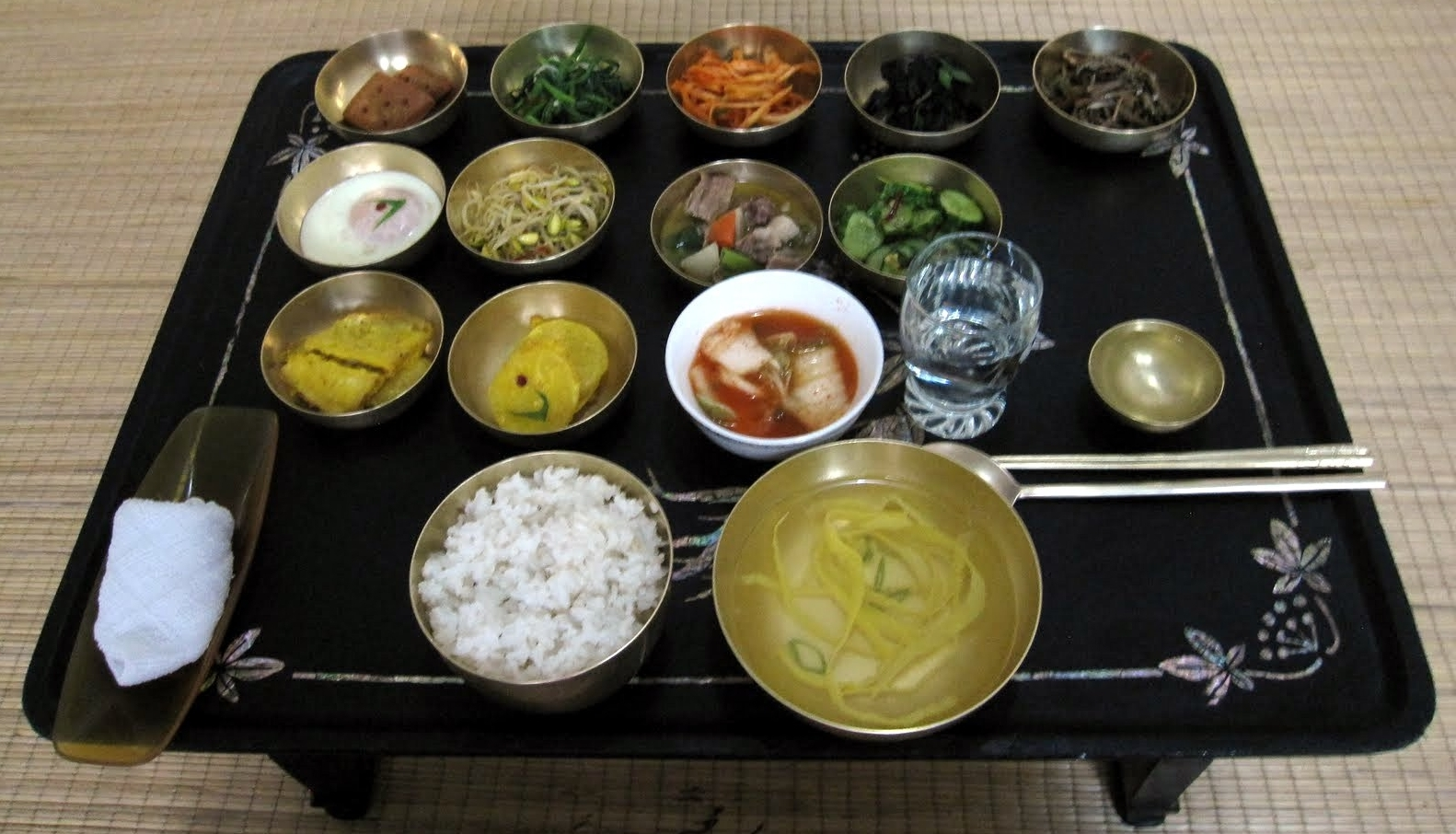
أطباق وأطعمة كورية شمالية متنوعة.

المطبخ الكوري الشمالي هو الممارسات المطبخية والأطباق التقليدية في كوريا الشمالية. أسسه التقاليد الزراعية والبدوية في جنوب منشوريا وشبه الجزيرة الكورية. تشترك الكوريتان في بعض الأطباق؛ ومع ذلك، فإن توافر وجودة المطبخ الشمالي يتأثران بشكل أكبر بالانقسامات الطبقية الاجتماعية والسياسية.
تاريخيًا، تطور المطبخ الكوري عبر قرون من التغيير الاجتماعي والسياسي. نشأ في التقاليد الزراعية والبدوية القديمة في جنوب منشوريا وشبه الجزيرة الكورية، وقد مر بتفاعل معقد بين البيئة الطبيعية والاتجاهات الثقافية المختلفة. أطباق الأرز والكيمتشي هي الأطعمة الكورية الرئيسية. في الوجبة التقليدية، يرافقان الأطباق الجانبية (بانشان) والأطباق الرئيسية مثل تشوك (العصيدة) أو بولجوجي (اللحم المشوي) أو ميون (النودلز). مشروب سوجو هو أشهر المشروبات الروحية الكورية التقليدية.

## معرض الصور

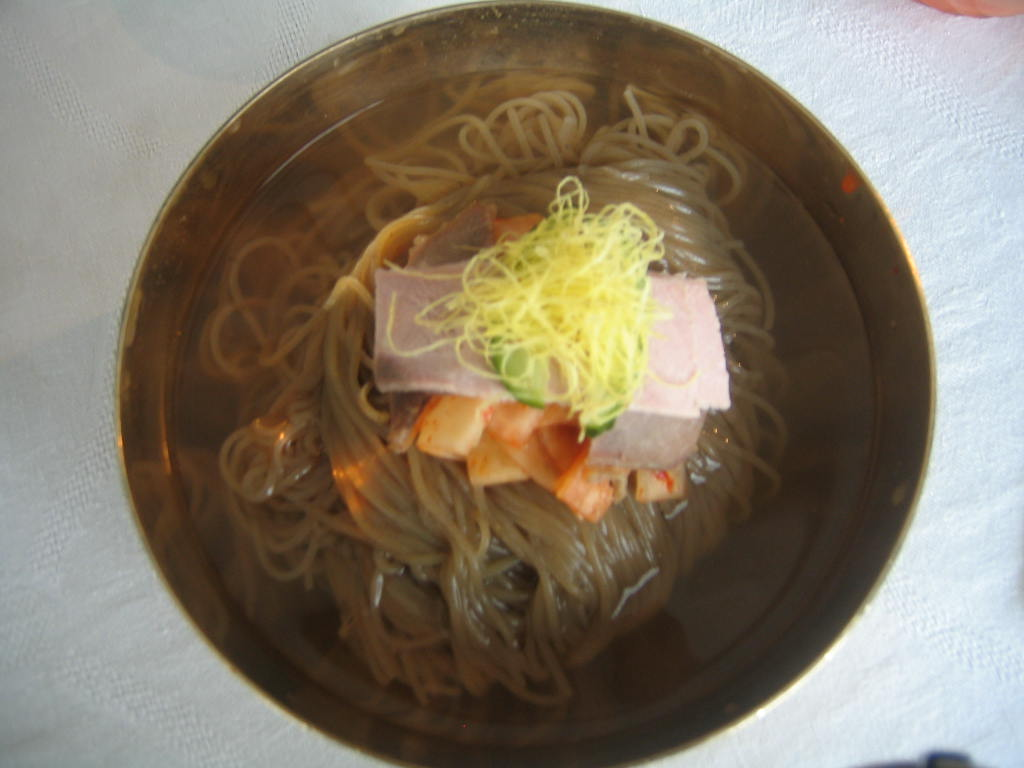
P'yŏngyang-raengmyŏn (평양랭면/평양냉면) هو طبق نودلز بارد.

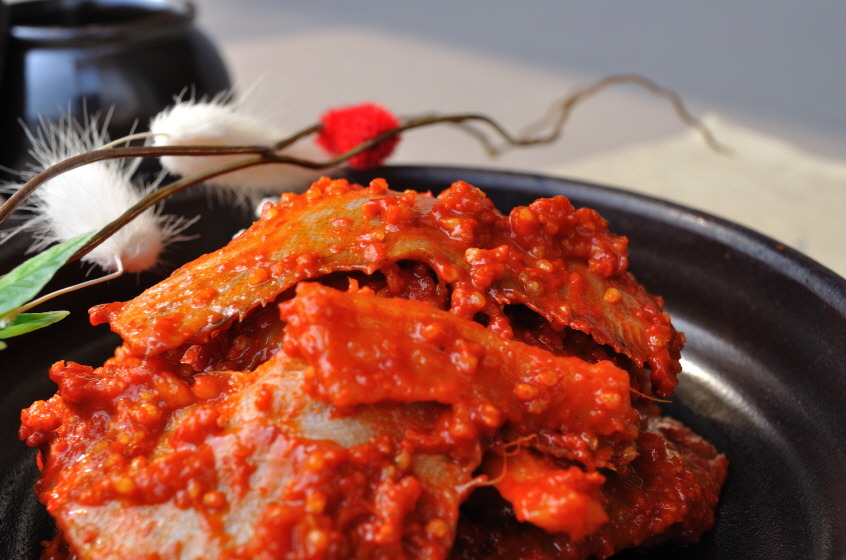
مثال على الكاجامي شيكاي، وهو طعام مخمر ومملح يتم تحضيره في كوريا الشمالية باستخدام سمك المفلطح.

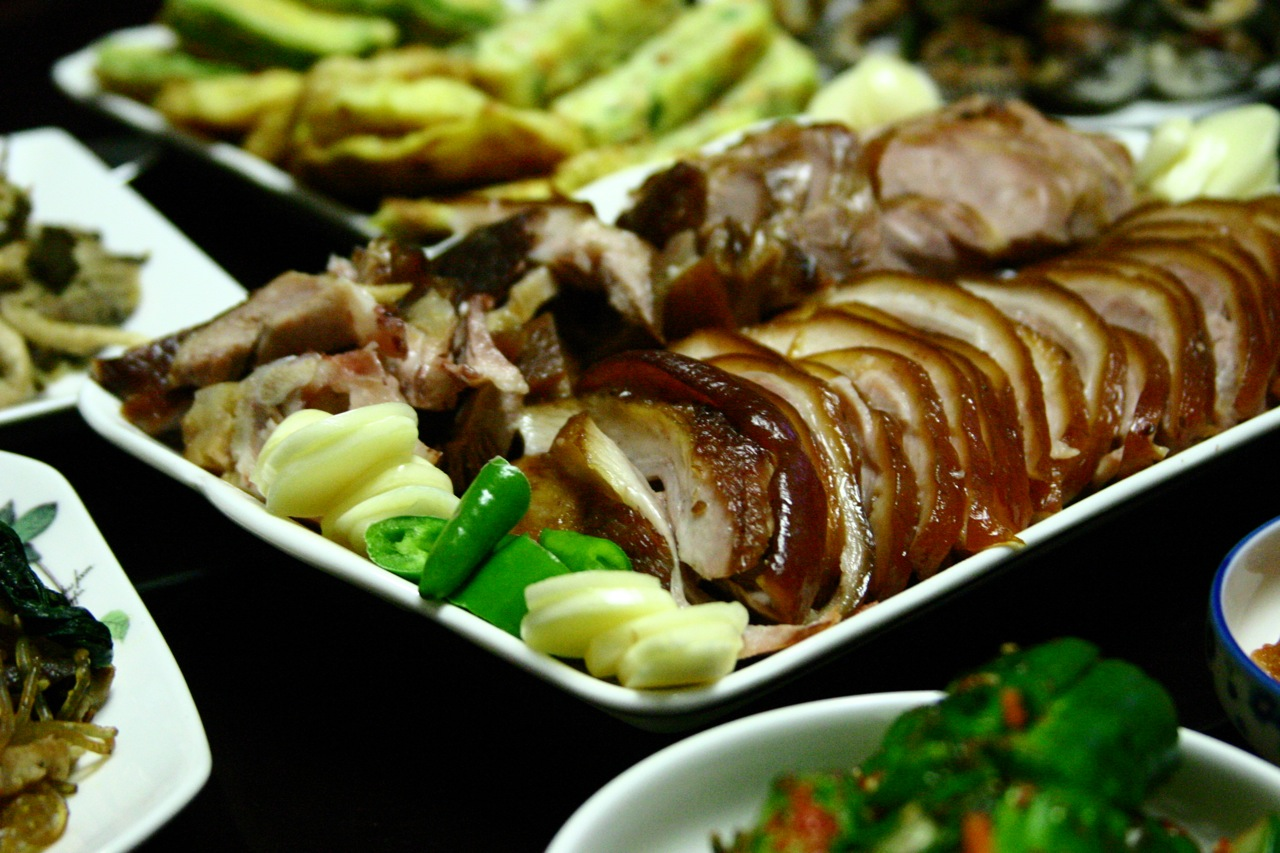
l

الأطعمة والأطباق الكورية الشمالية
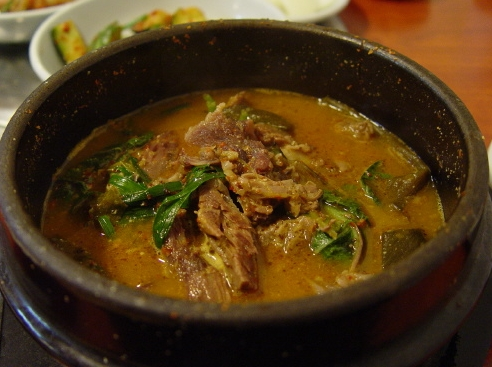
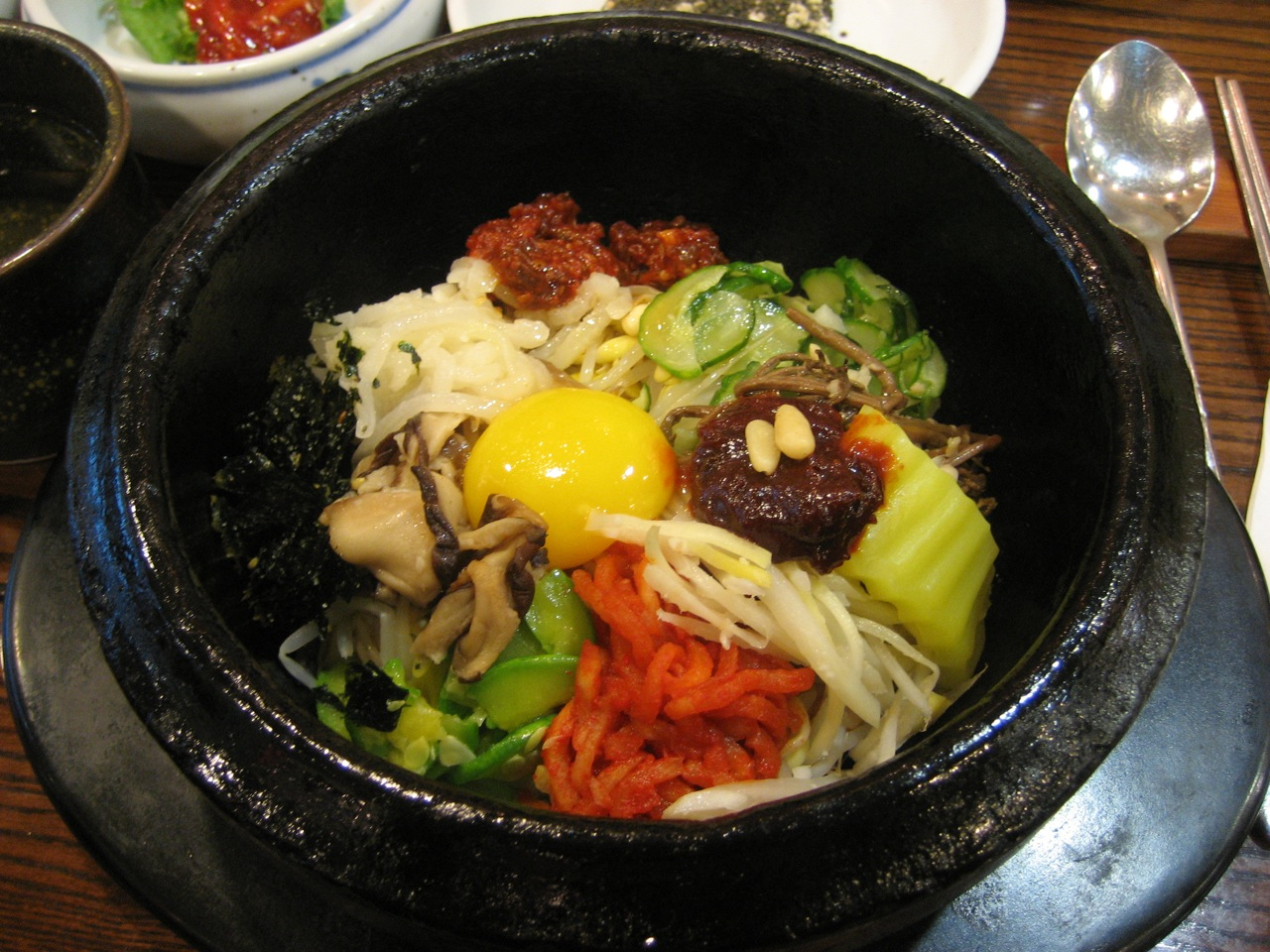
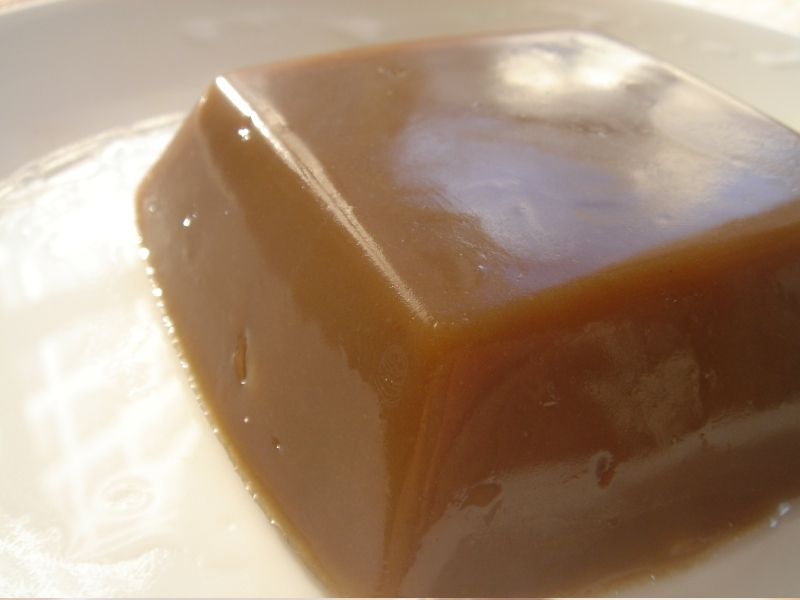
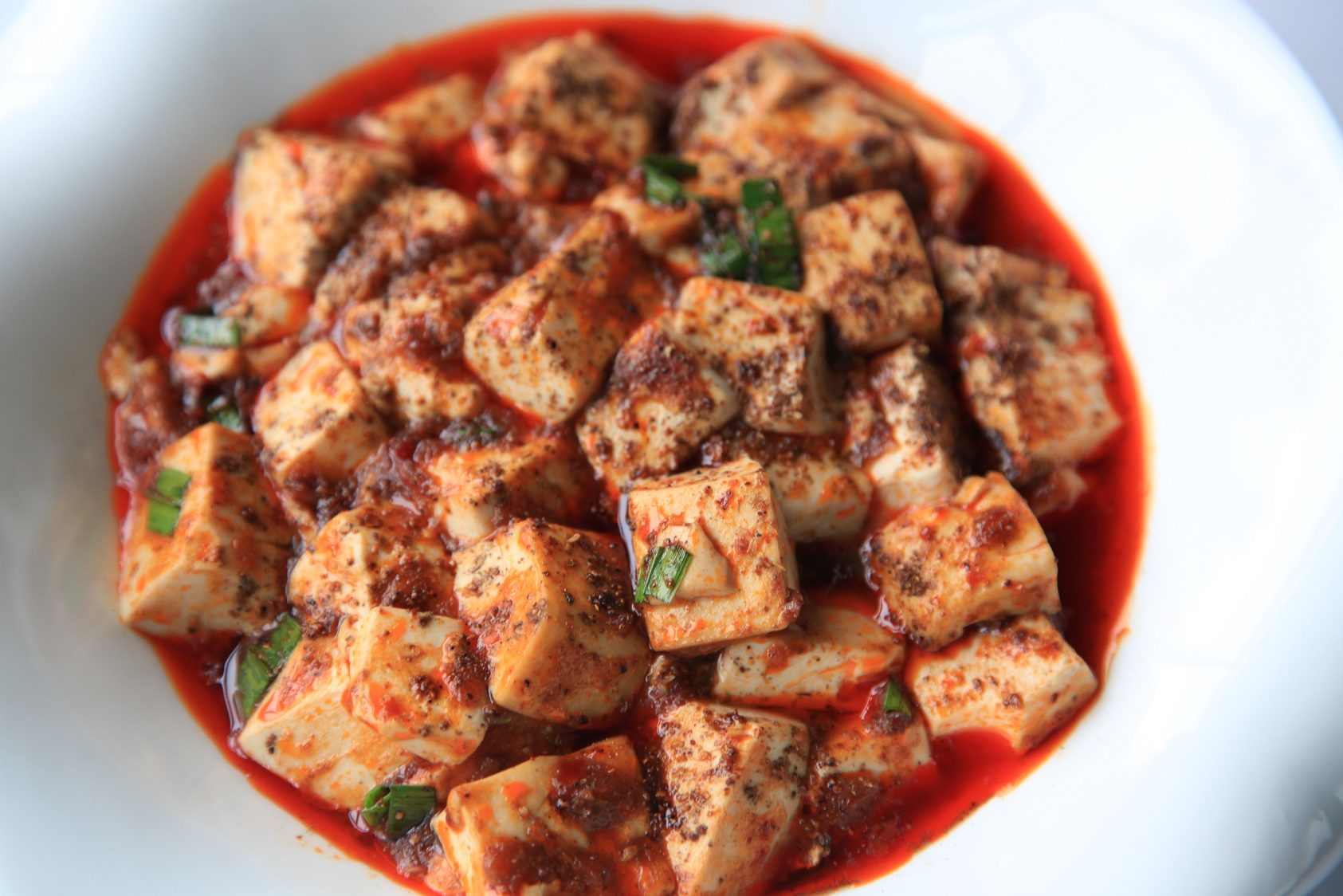
Mapo tofu
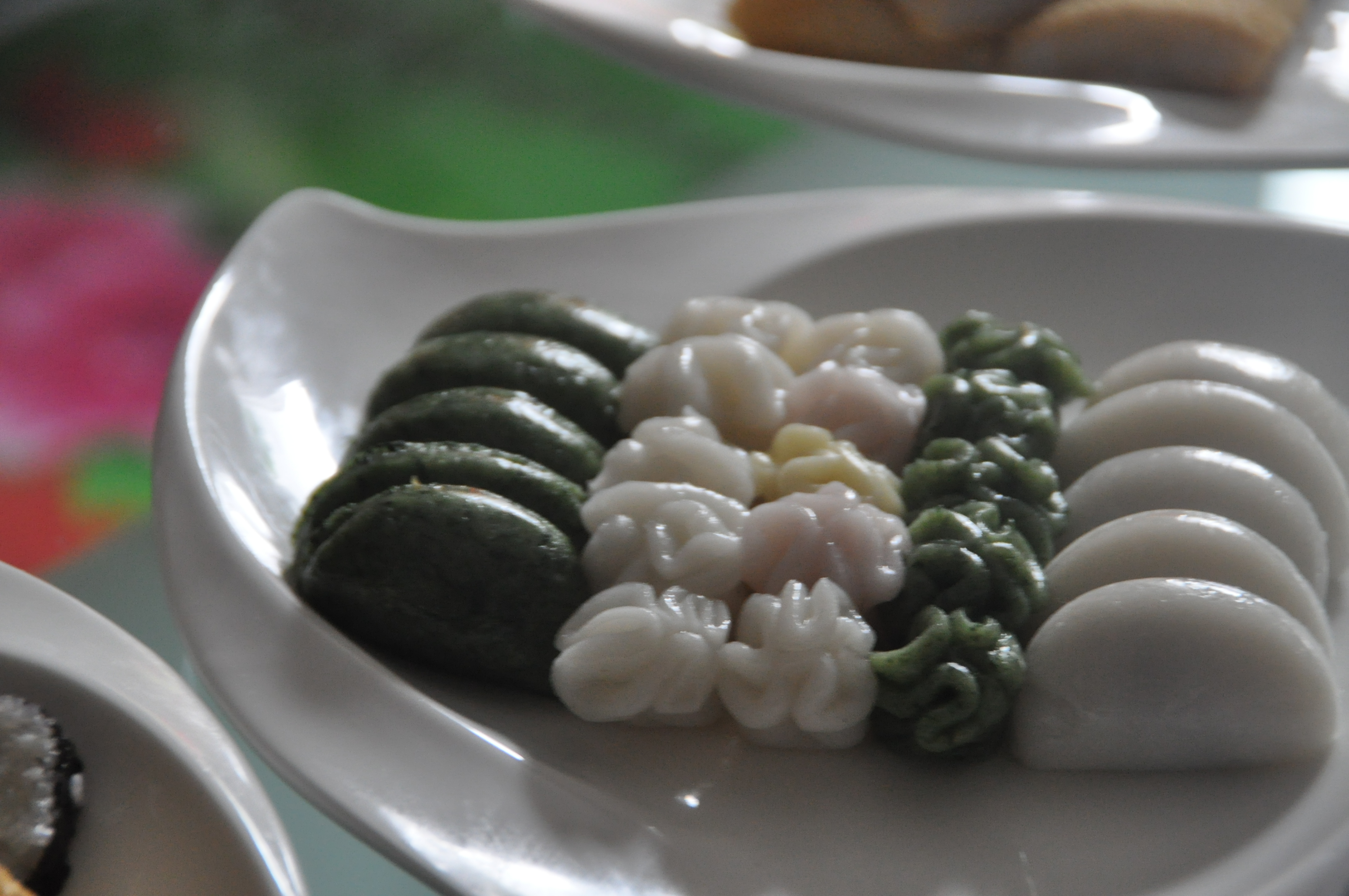
Ttŏk
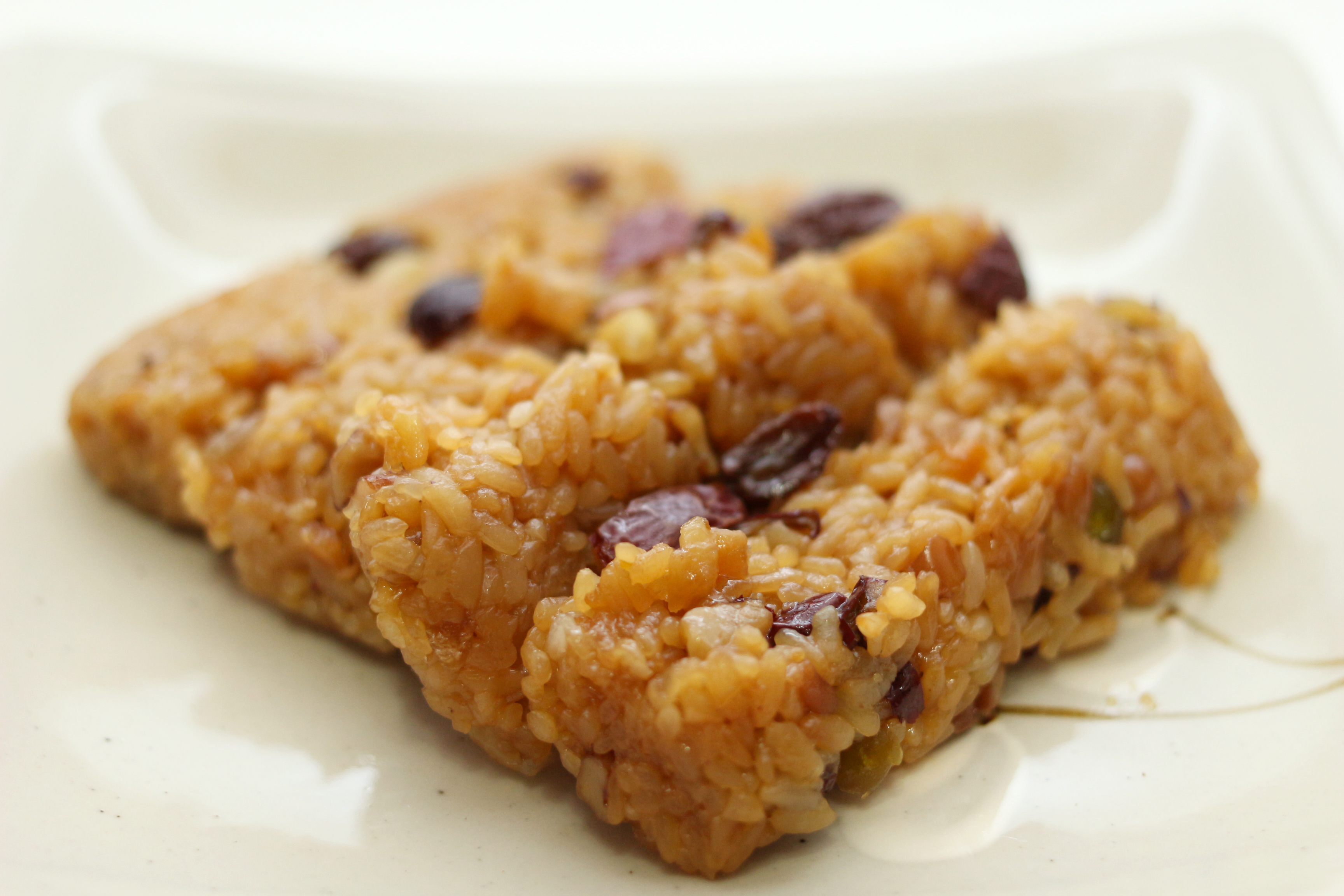
Yakpap
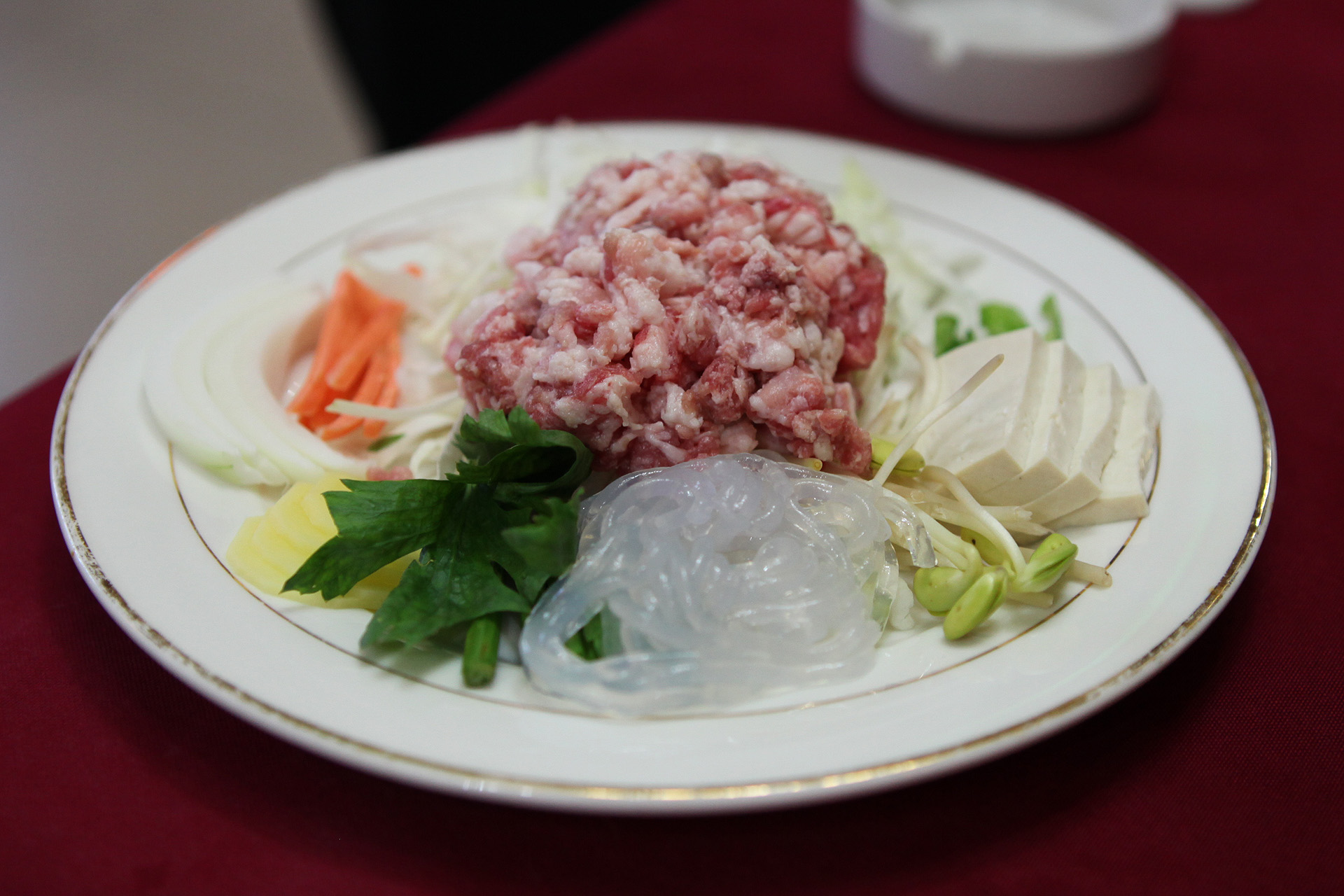
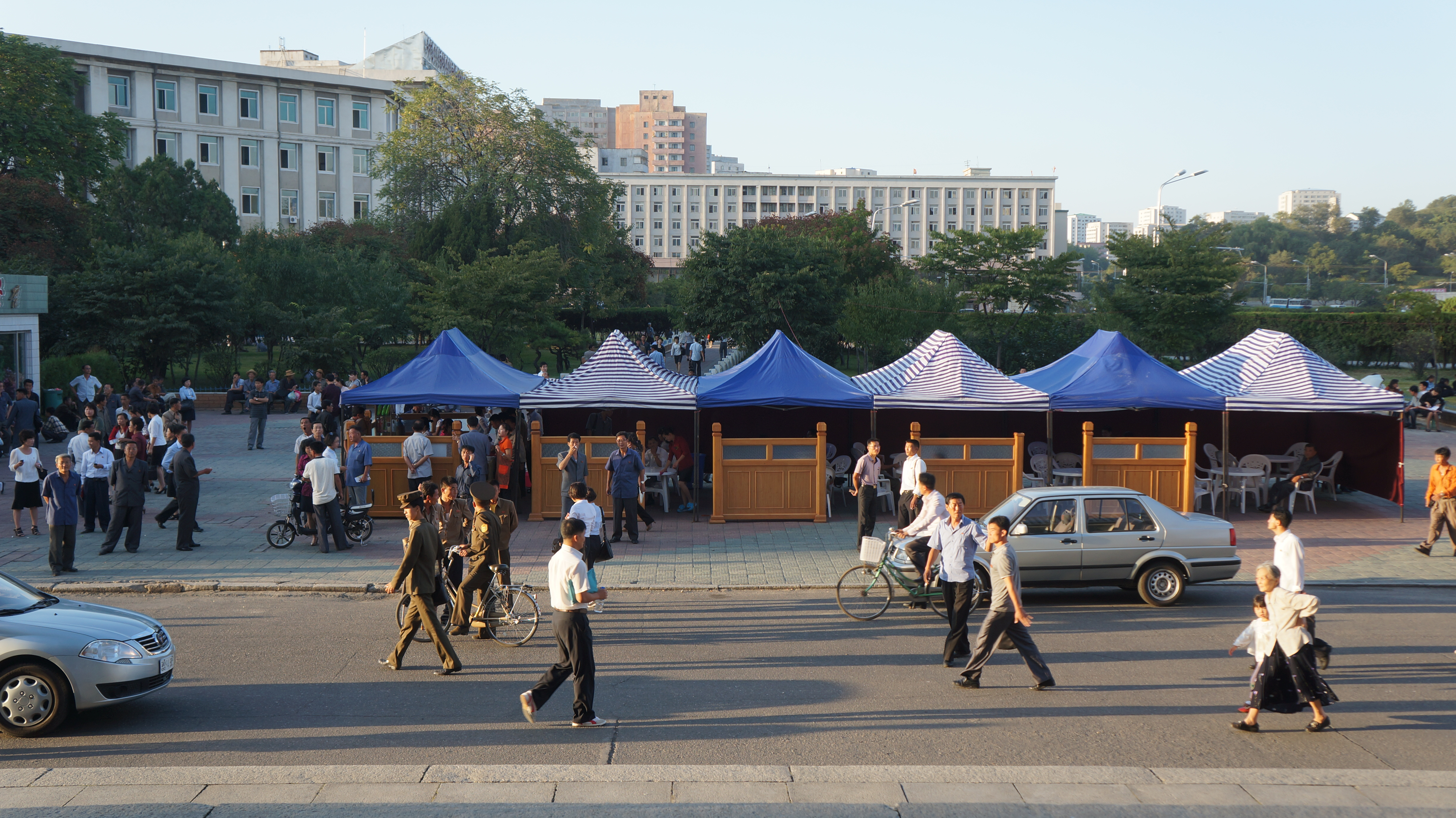
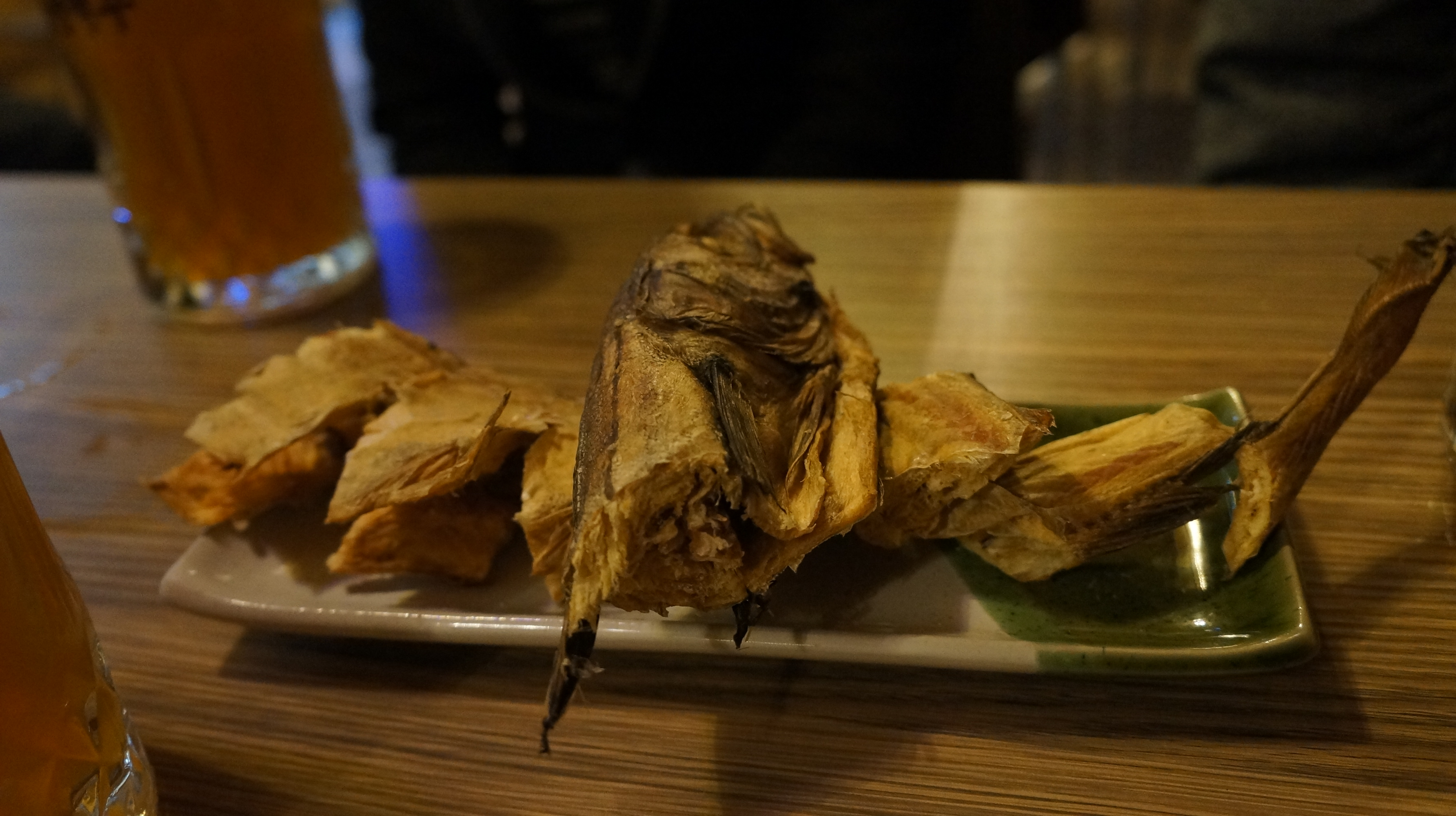
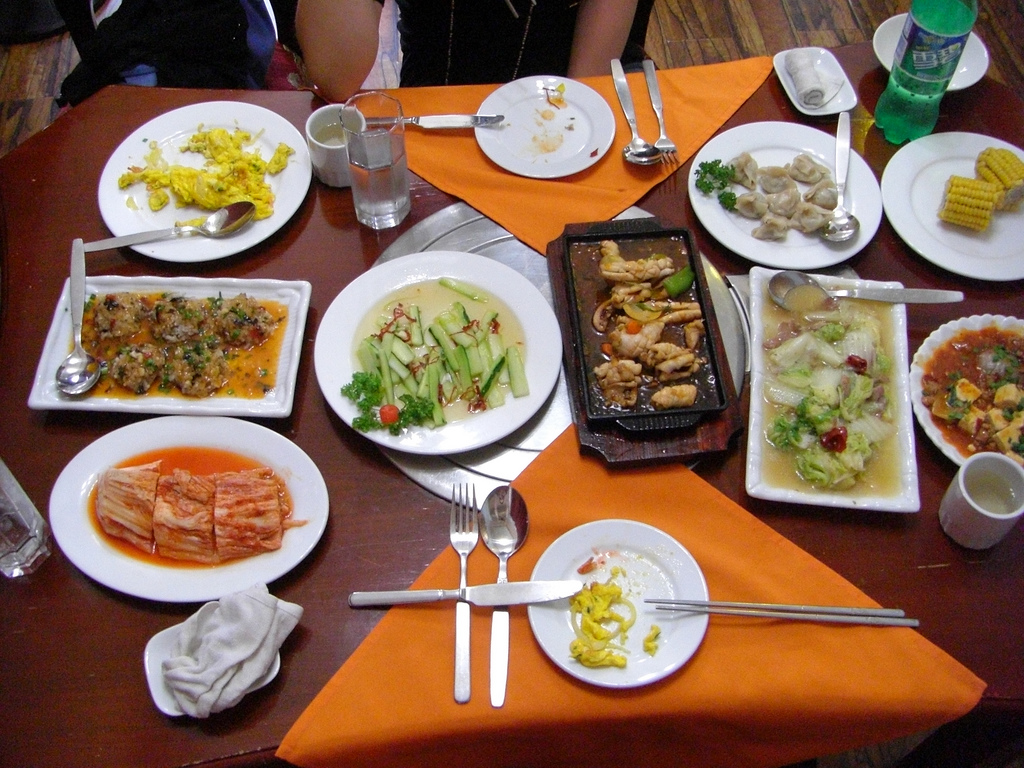
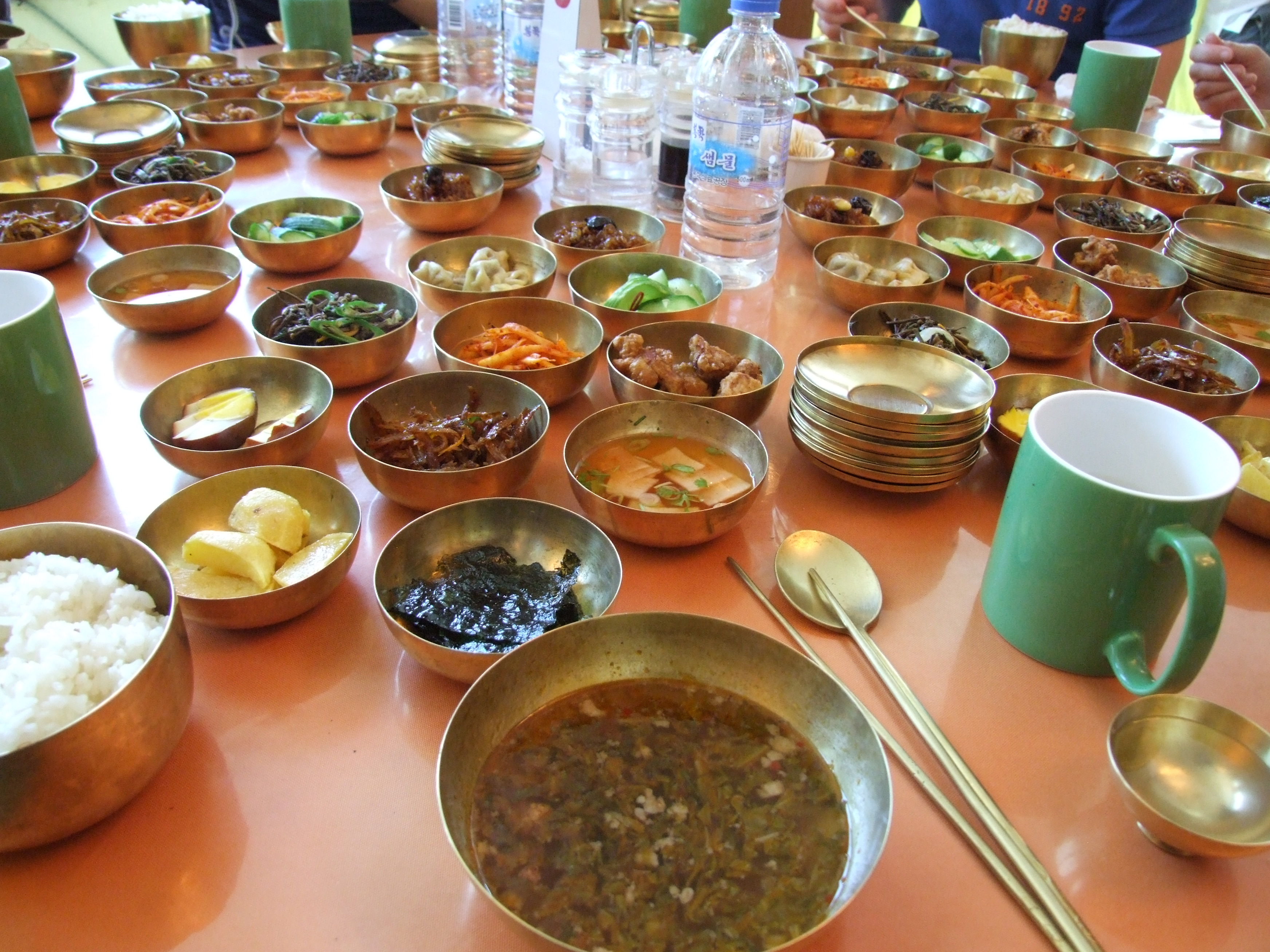
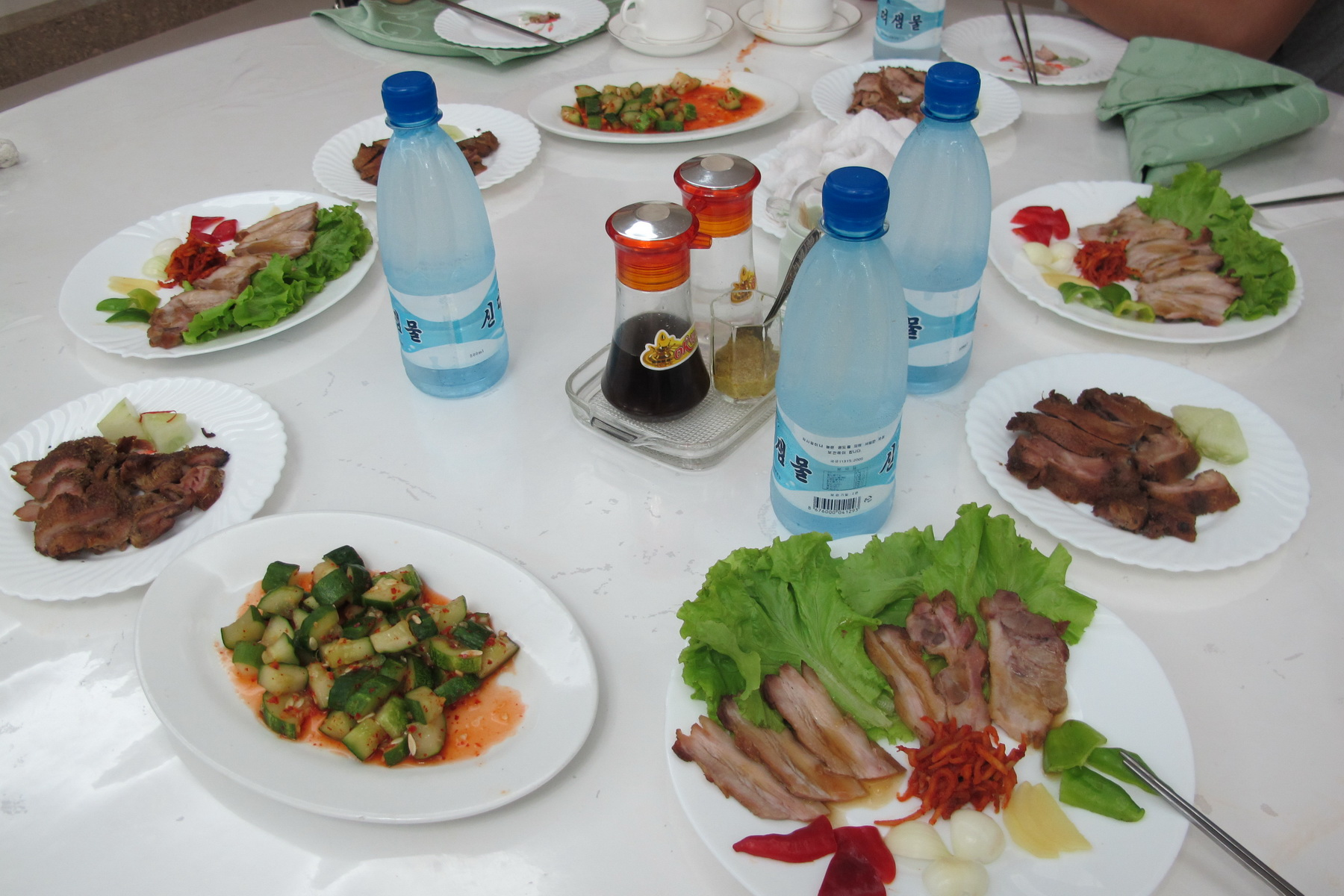
أطعمة كورية شمالة
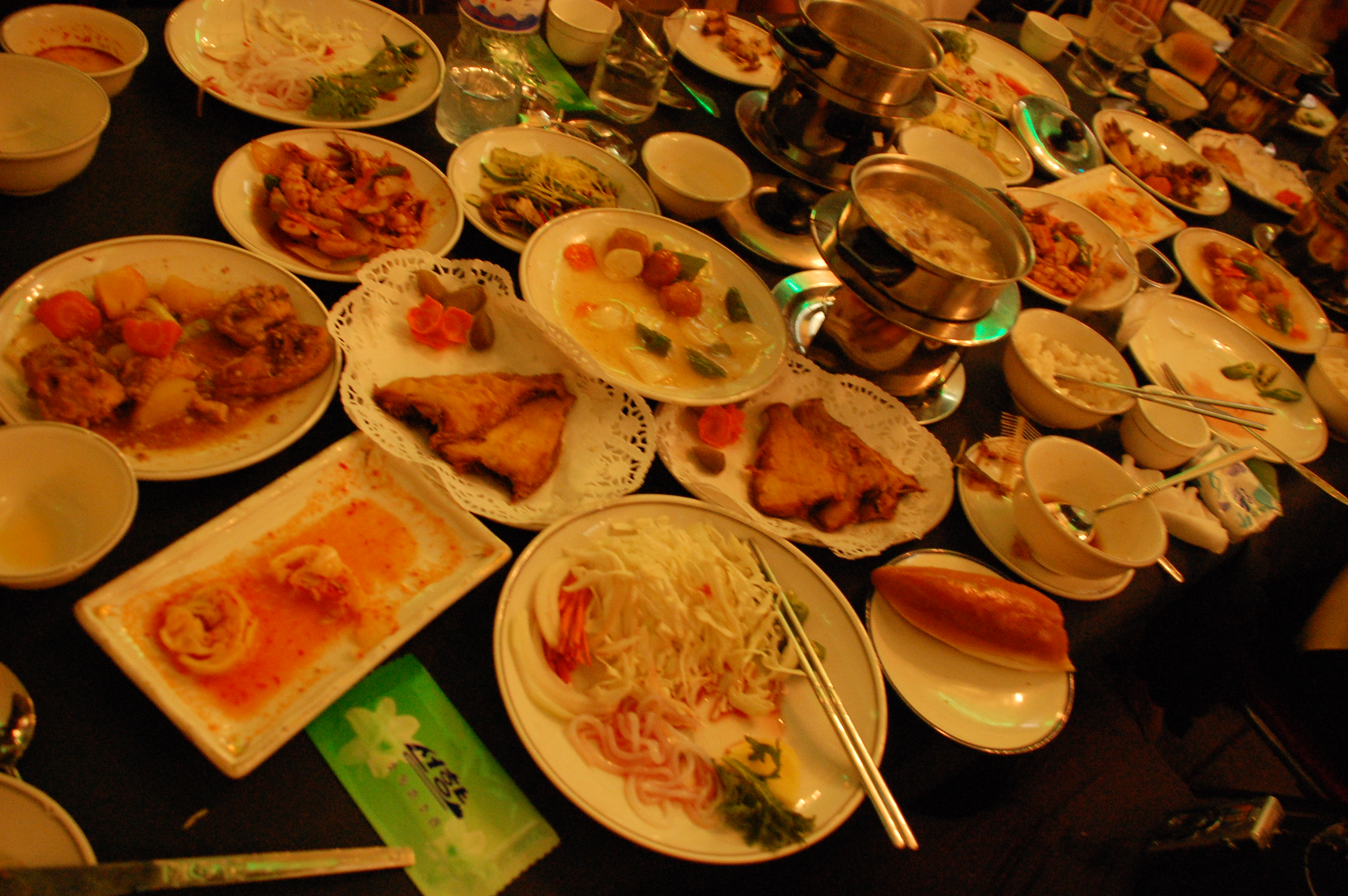
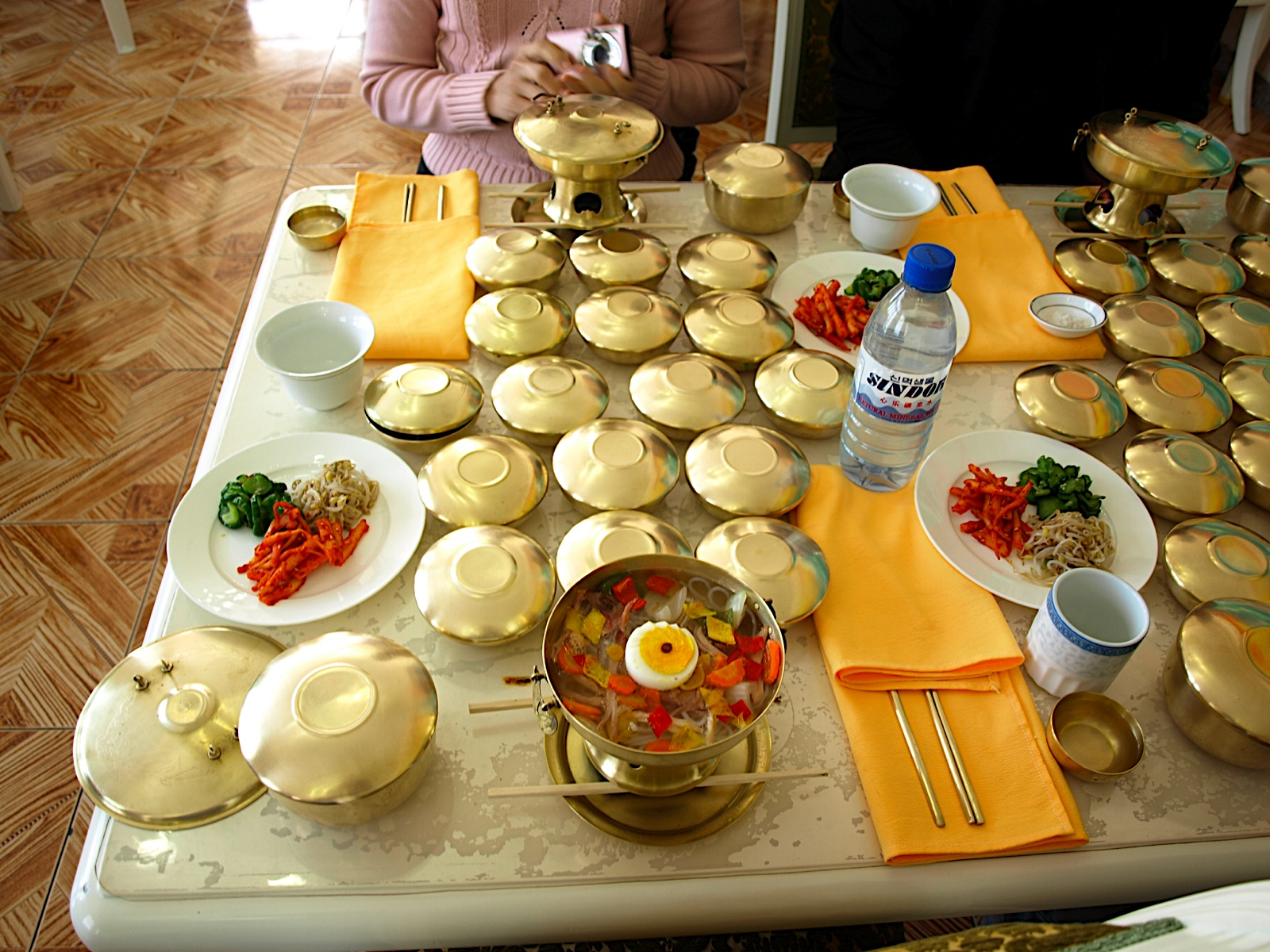
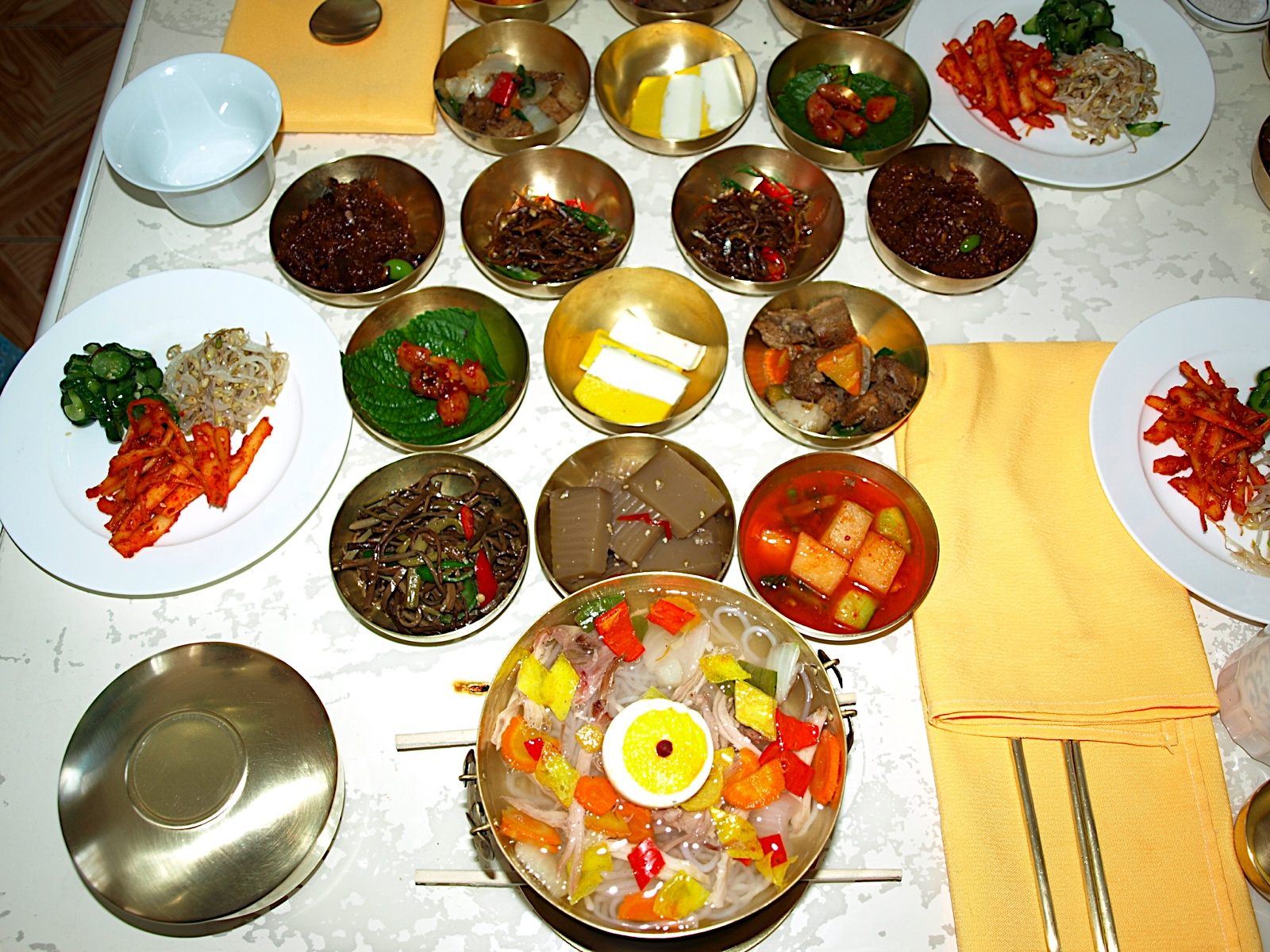
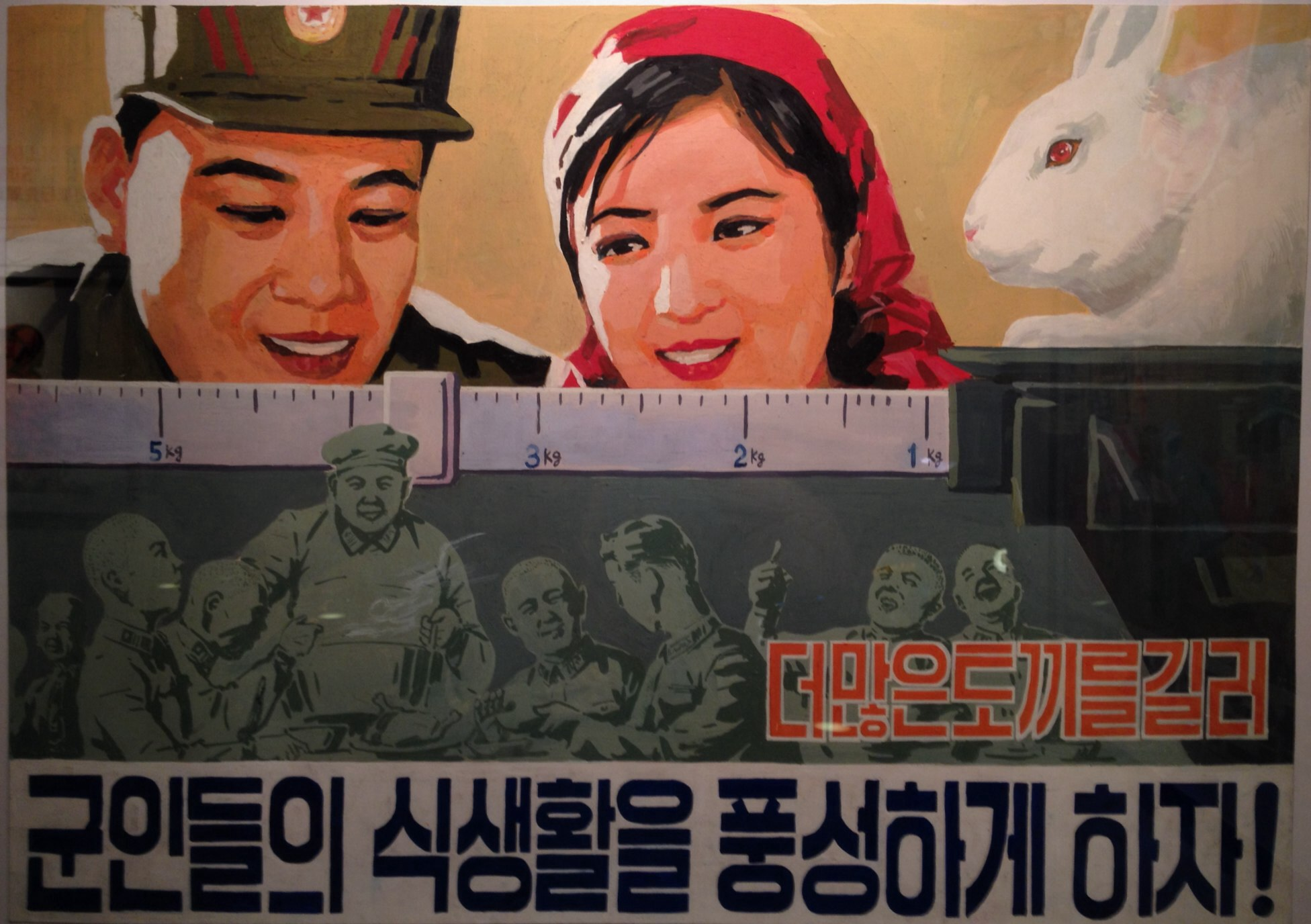
ملصق دعائي كوري شمالي يقول: "اعملوا على تربية المزيد من الأرانب واتركوا جنودنا يستمتعون بوفرة الطعام"

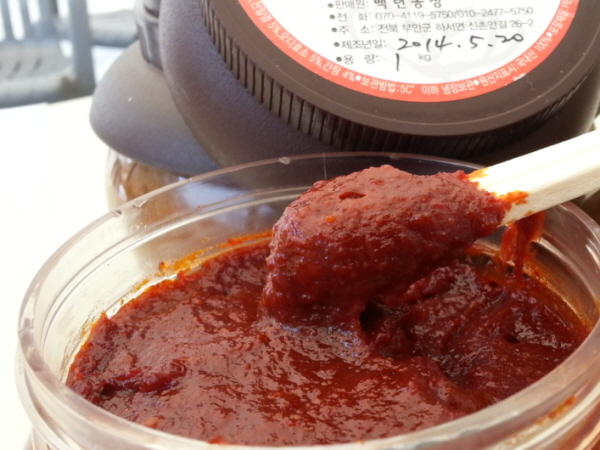
كوشوجانغ هو معجون الفلفل الأحمر الحار

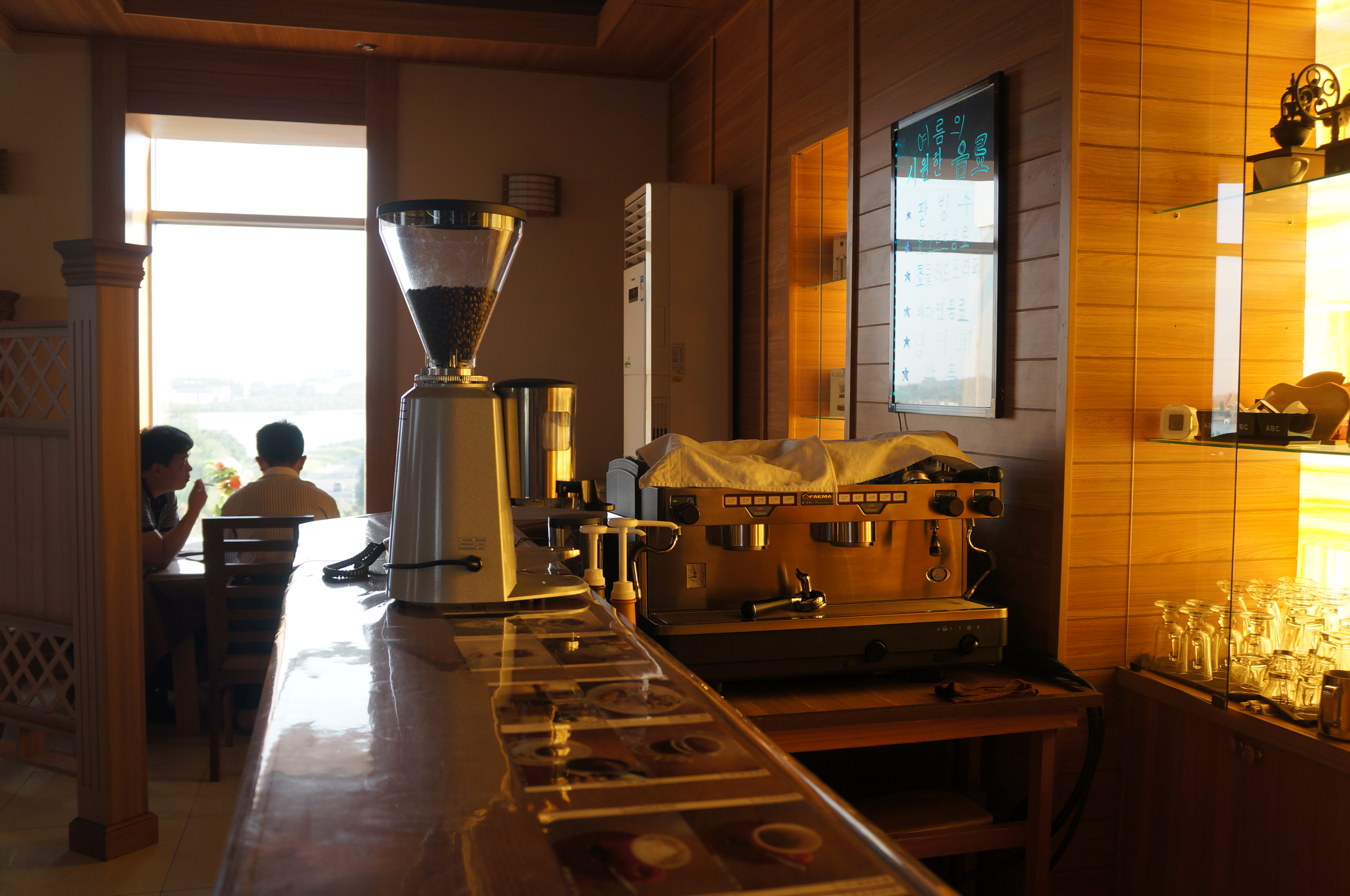
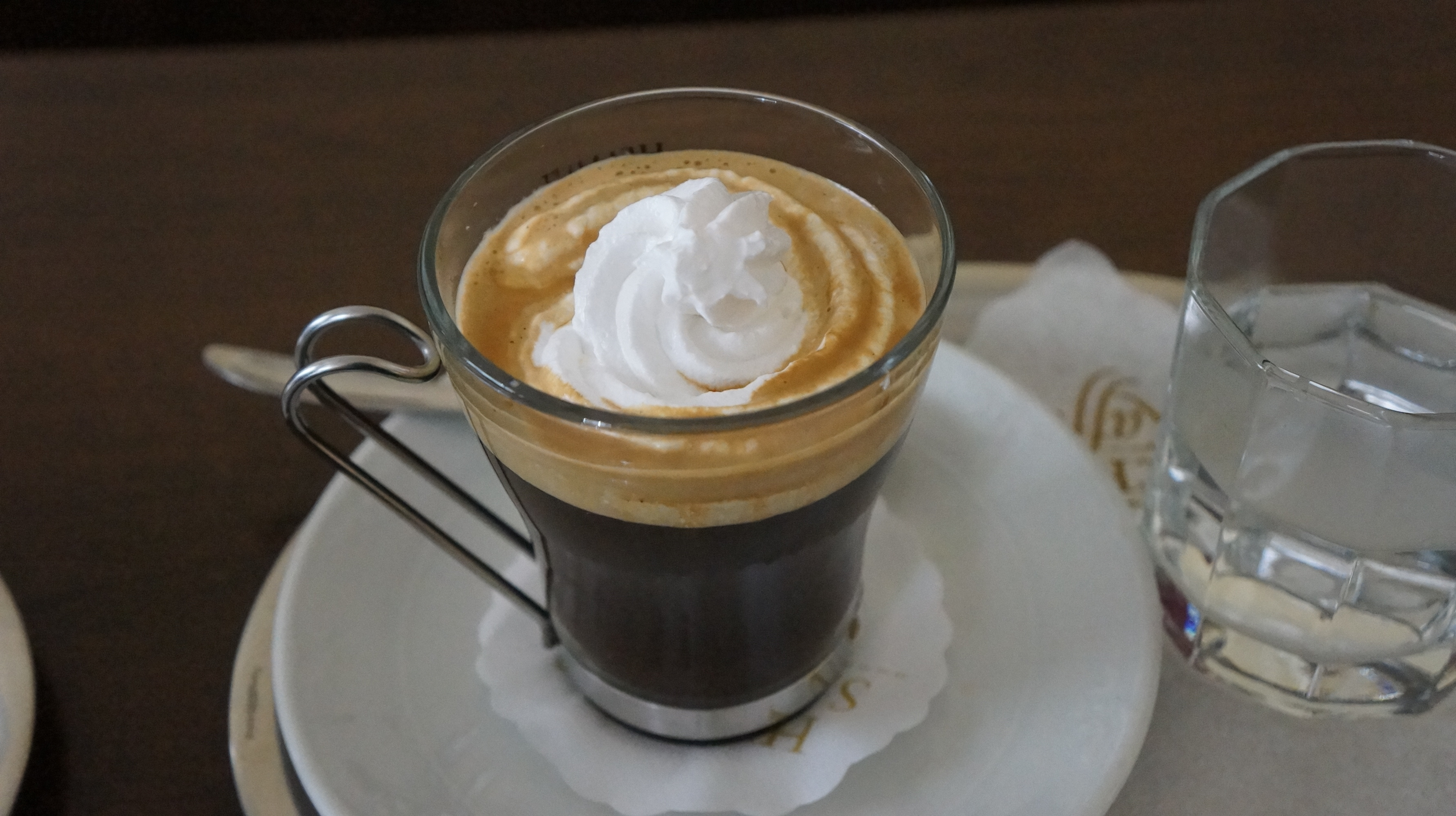